# Estación Presidencia Roque Sáenz Peña
Roque Sáenz Peña es una estación de ferrocarril ubicada en la ciudad homónima, Departamento Comandante Fernández, provincia del Chaco, Argentina

## Servicios
Es una de las estaciones terminales del servicio interurbano que presta la empresa estatal Trenes Argentinos Operaciones entre la Estación Chorotis y esta.
Presta un servicio ida y vuelta cada día hábil entre cabeceras.
Las vías por donde corre el servicio, corresponden al Ramal C3 del Ferrocarril General Belgrano, por allí transitan además, trenes de cargas de la empresa estatal Trenes Argentinos Cargas.